# 湯姆·沃森 (高爾夫球手)
湯姆·沃森（英語：Tom Watson，1949年9月4日—），一名美國職業高爾夫球手，於1980至1990年代曾經位處世界頂尖之列，自1975年英國高爾夫球公開賽起贏得冠軍，並8次贏得大滿冠賽事及5次首據PGA巡回赛收入榜。